# Fiat 128
Der Fiat 128 ist ein Personenkraftwagen von Fiat, den der Hersteller von Frühjahr 1969 bis Ende 1983 baute. Der 128 war der erste Fiat-Pkw mit Vorderradantrieb, galt als innovativ und wurde Auto des Jahres 1970.

## Modellgeschichte

### Allgemeines

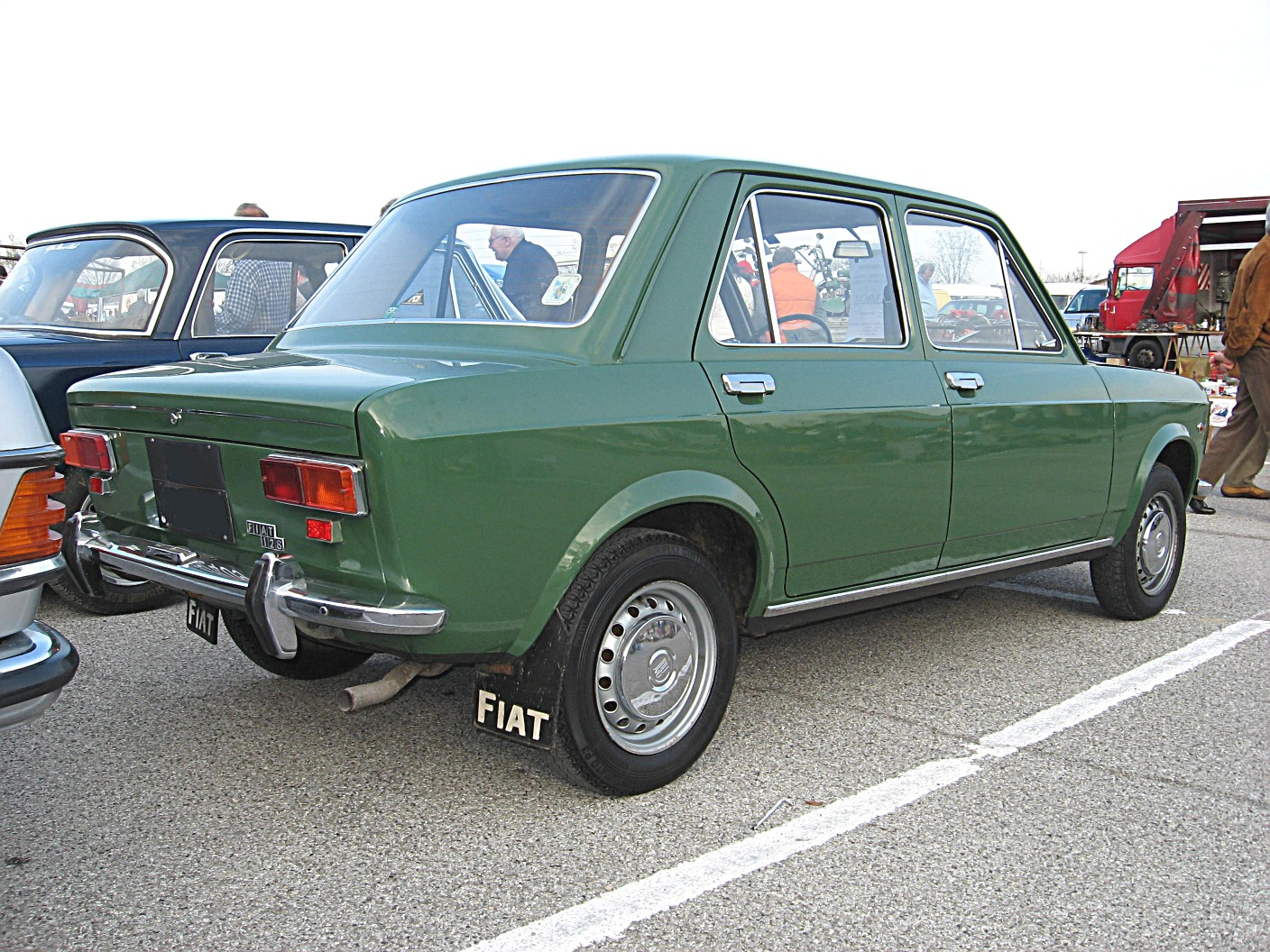
Heckansicht

Der Fiat 128 löste den Fiat 1100 ab. Er wurde zusammen mit einem neuen Motor vollständig neu konstruiert und war das letzte Modell, das unter der Leitung von Dante Giacosa entwickelt wurde. Federführender Ingenieur war der von Ferrari zu Fiat gekommene Aurelio Lampredi. Mit Frontantrieb, quer eingebautem Frontmotor mit obenliegender Nockenwelle und einzeln aufgehängten Rädern war er damals in seiner Klasse das modernste Fahrzeug auf dem Markt. Er grenzte sich damit konzeptionell auch deutlich vom parallel weiterproduzierten Fiat 124 ab, der allerdings etwas größer war. 
Der Motor hatte einen Hubraum von 1116 cm³ und leistete 55 PS (40 kW) bei 6000/min, die obenliegende Nockenwelle wurde über einen Zahnriemen angetrieben und betätigte die parallel hängenden Ventile mit Tassenstößeln. Der Motor war mit nur 55 Millimetern Kolbenhub extrem kurzhubig konstruiert und entsprechend drehfreudig und spritzig. Die Ein- und Auslasskanäle lagen auf derselben Seite des Zylinderkopfs, der Motor war leicht nach vorn geneigt im Fahrzeug eingebaut. Ein Elektrolüfter mit Thermostat am Kühler ergänzte das Kühlsystem. Die Räder waren vorne an MacPherson-Federbeinen und Querlenkern aufgehängt und mit Stabilisator geführt. Hinten war ein sich selbst stabilisierendes System aus Dämpferbeinen und trapezförmigen Querlenkern angeordnet, mit einer an zwei Punkten gelagerten Querblattfeder, die frei von Führungsaufgaben war. Die Lenkung war als Zahnstangenlenkung ausgebildet. Vorn wurden Scheibenbremsen eingebaut, hinten Trommelbremsen. Das Fahrwerk des 128 war die Vorlage für viele weitere Fahrzeuge (Autobianchi A112, Fiat 127, Ritmo, Regata, Elba; Seat Ibiza, Yugo Koral und andere).

### Innovationen
Der 128 bot einige technische Neuerungen.
- Er war ein Alltagsfahrzeug mit obenliegender Nockenwelle. Lampredi hatte eine neue Lösung für die Einstellung des Ventilspiels erdacht: Die Distanzplättchen zur Spieleinstellung lagen nicht mehr zwischen Tassenstößel und Ventilschaft, sondern wurden von oben in die Tassenstößel eingelegt. So brauchte man zur Spieleinstellung die Nockenwelle nicht mehr auszubauen, was die Wartungskosten reduzierte. Der Zylinderkopf war zweiteilig, ein unteres Gussteil trug den keilförmigen Brennraum, die Gaskanäle und die Ventile, ein separates Gehäuse die getunnelt ausgeführte Nockenwelle. Alle diese Konstruktionsmerkmale hatte Lampredi aus seinem DOHC-Vierzylinder der damaligen Fiat 124/125 und dem ebenfalls von Lampredi konstruierten V6-Motor des Fiat 130 übernommen.
- Die Riemenspannung des Zahnriemens zum Antrieb der Nockenwelle ließ sich mit einer Spannrolle schnell und kostengünstig einstellen. Bei dem ersten Motor mit Zahnriemen, dem des Glas 1004, musste zur Riemenspannung der Zylinderkopf zerlegt und Distanzplatten eingelegt werden.
- Der in dieser Fahrzeugklasse wegweisende Frontantrieb wurde durch quer eingebauten Motor neben dem Getriebe mit ungleich langen Antriebswellen konsequent und platzsparend umgesetzt. Das Konzept war bereits in den 1950er-Jahren bei einigen Pkw mit Frontantrieb verbreitet (Saab, Lloyd, Trabant), dabei handelte es sich jedoch um kleine Pkw mit Zweizylindermotoren. Dante Giacosa setzte im Autobianchi Primula (1964) das Konzept erstmals in Verbindung mit einem Vierzylindermotor um und übernahm es im 128.
- Die Einzelradaufhängungen mit Feder- und Dämpferbeinen ergaben eine gute Straßenlage bei hohem Komfort zu einer Zeit, als die meisten Konkurrenten entweder angetriebene hintere Starrachsen oder Pendelachsen hatten.

Der Wagen war ca. 3,85 m lang und bot einen im Verhältnis zu den Außenmaßen großen Innenraum. 
Der Hessische Rundfunk urteilte 1969, dass der Fiat 128 nicht teurer als ein VW Käfer ist und es eigentlich beschämend sei, dass bisher keinem deutschen Werk ein solcher Wurf gelang.

## Varianten und Modellpflege
Den 128 gab es zunächst nur als zwei- und viertürige Stufenhecklimousine, Anfang 1970 folgte die Kombi-Version Familiare (ab 1976 Modellbezeichnung „Panorama“). In den 1970er-Jahren wurde die Produktpalette zügig erweitert: durch den 128 Rally mit 1290 cm³ und 67 PS (49 kW). Dabei ist die Entwicklung des hubraumgrößeren Motors den Erfordernissen des Motorsports zu verdanken. Fiat setzte von Anfang an den 128 im damals in Italien äußerst populären Rallye-Sport ein, wo er in der Klasse bis 1150 cm³ teilnahm. Um in der Klasse bis 1300 cm³ antreten zu können, musste der Hubraum vergrößert werden. Für die 128 Rally genannte Version wurde eine 1290 cm³ große Ausführung entwickelt, die im italienischen Motorsport äußerst erfolgreich war. 
Ab Herbst 1972 gab es das 128 Sport Coupé mit 1116 cm³ und 64 PS oder 1290 cm³ und 75 PS. Abweichend von der Limousine waren die Motoren mit einem Fallstrom-Doppelvergaser und einem neuen Auspuffkrümmer ausgerüstet, woraus die größere Leistung resultierte. Hohes Drehmoment (maximal 81 bzw. 96 Nm) stand außerdem nun über einen breiteren Drehzahlbereich hinweg zur Verfügung. Das Fahrwerk des Coupés wich erheblich von dem der Limousine ab. Der Radstand war um 225 mm kürzer, zudem unterschied sich die Radgeometrie der Vorderräder: Der Drehstab-Stabilisator wich zwei Längsstreben, und die Spur verbreiterte sich durch Verwendung anderer Felgen. Der buckelartige Abschluss der zweitürigen, von Centro Stile (Fiat) gestalteten Karosserie ergab zwar einen relativ großen Kofferraum von 350 Litern, erschwerte jedoch die Sichtverhältnisse. Das Coupé gab es sowohl mit 1,1- als auch dem 1,3-l-Motor jeweils in S- und SL-Ausstattung, letztere gab sich an Doppelscheinwerfern zu erkennen, während erstere mit den Breitscheinwerfern des Fiat 127 ausgestattet war.
Schon Anfang 1975 wurde das Coupé wieder aus der Produktion genommen. Ersetzt wurde es durch die 128 Berlinetta 3P (Tre Porte = Dreitürer) mit 1100 oder 1300 cm³. In einigen Ländern gab es ab 1976 noch einen niedriger verdichteten 1100-cm³-Motor (mit der Aufschrift: Benzina normale), der dann 45 PS leistete und sich mit Normalbenzin begnügte.

### Modellpflege
Im Herbst 1972 wurde der 128 leicht überarbeitet. Der Chromrand um den Kühlergrill aus schwarzem Kunststoff entfiel. Außerdem bekamen die Stoßstangen schmale Gummileisten, und die Stoßstangenhörner fielen weg. Das Jahr ´76 brachte ein neues Gesicht mit eckigen Scheinwerfern und andere Detailänderungen. Es war sozusagen ein Übergangsmodell zum neuen FIAT 128 der Serie 2 ab ´77.

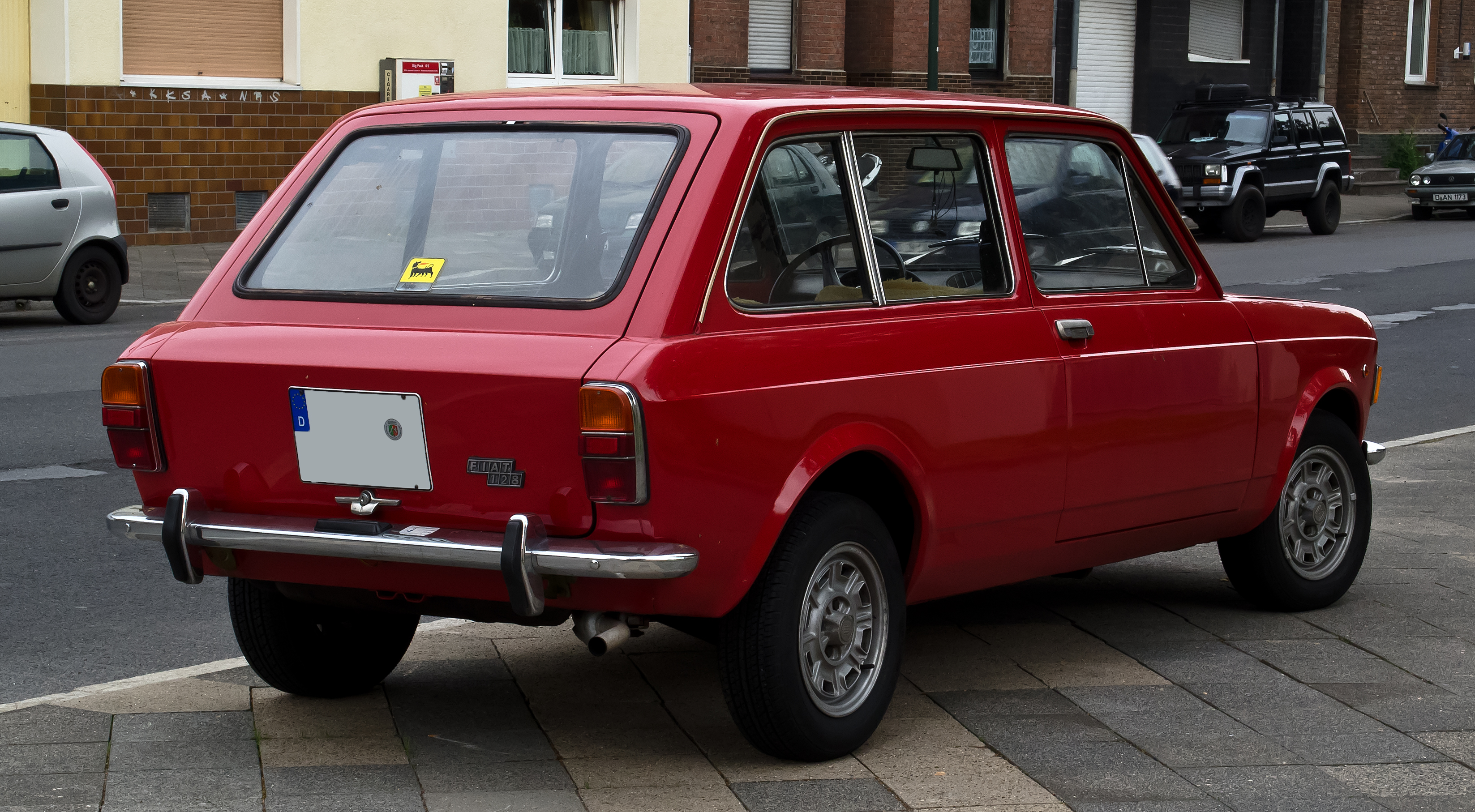
Fiat 128 Familiare (1970–1972)
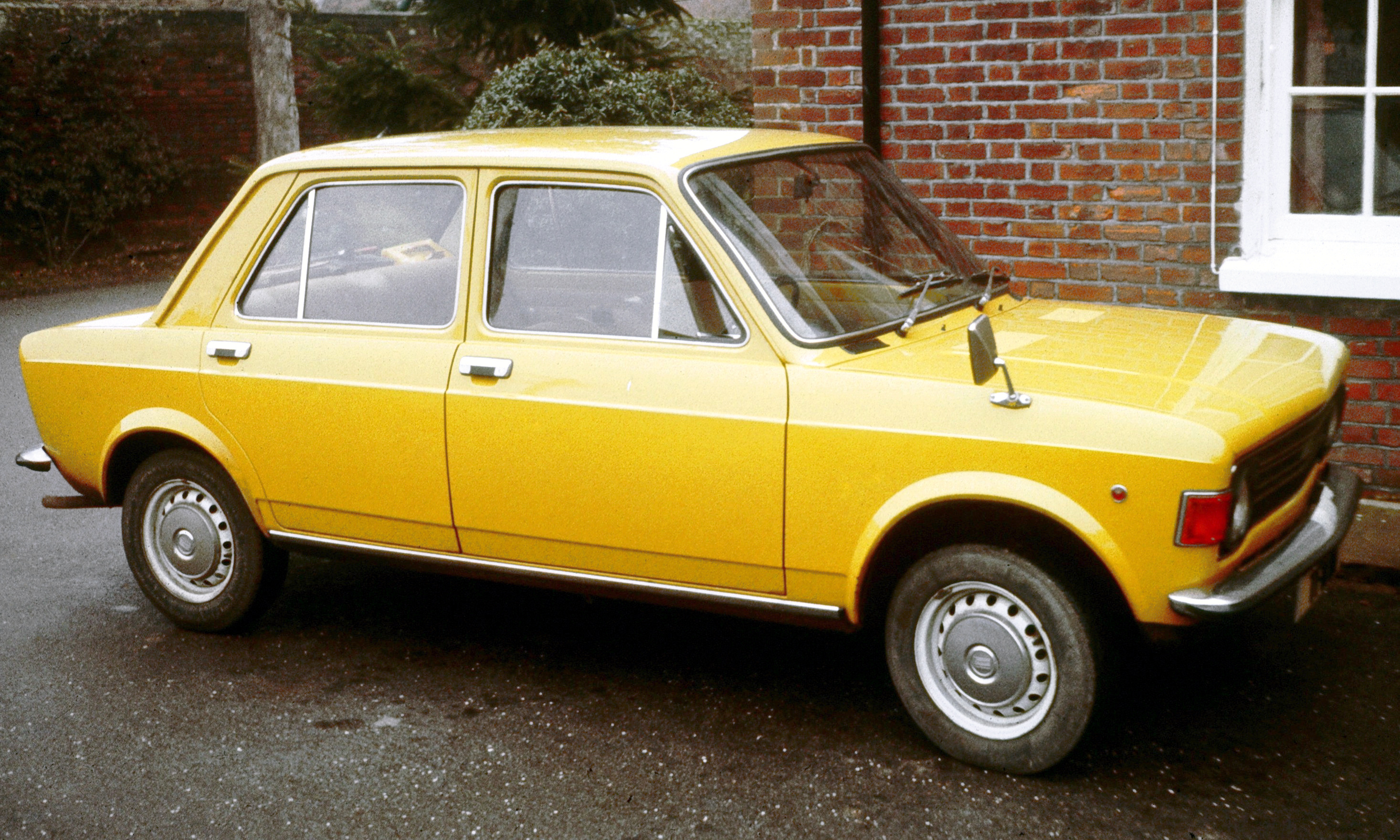
Fiat 128 (1972–1975)
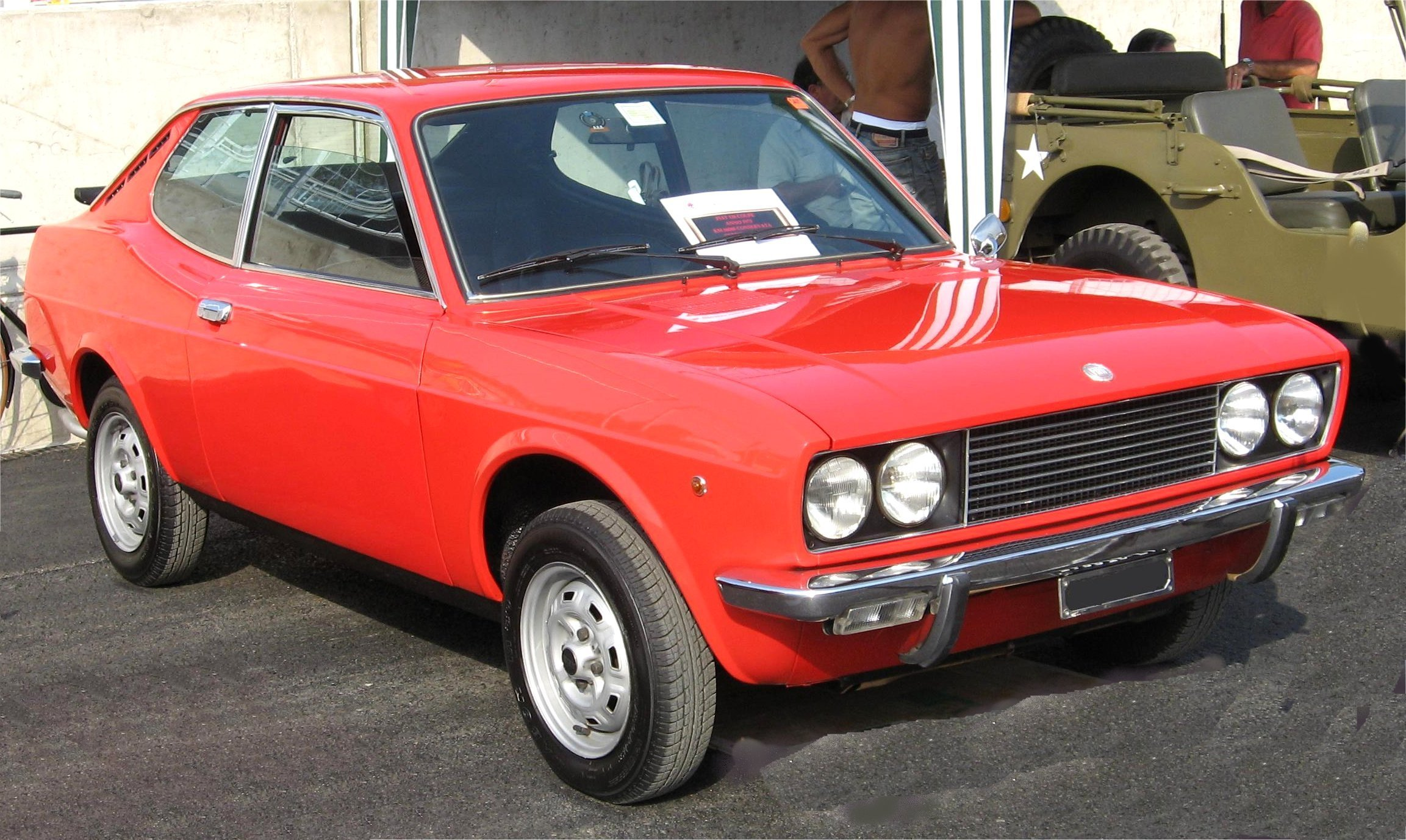
Fiat 128 Sport Coupé (1972–1975)
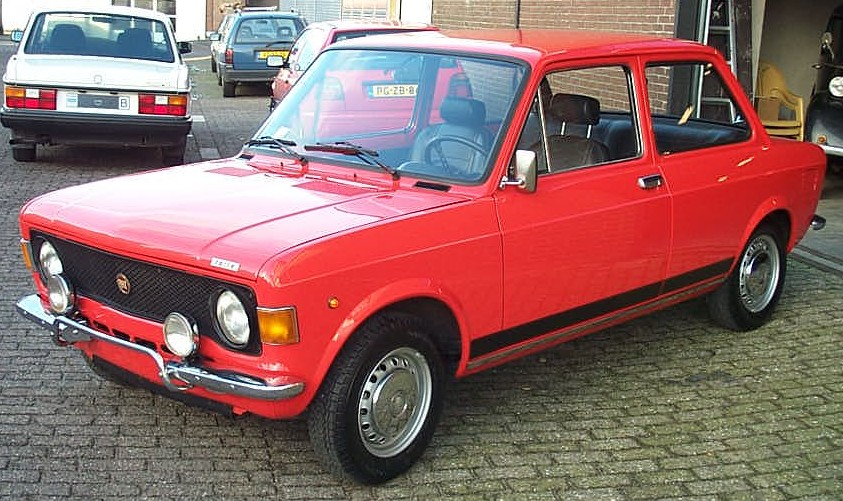
Fiat 128 Rally

Eine weitere Überarbeitung im Frühjahr 1977 brachte neugestaltete Heckleuchten und Kunststoffverkleidungen anstelle des Chromzierats, auch an den Stoßfängern vorn und hinten. Im Innenraum wurde u. a. das Armaturenbrett erneuert. In diesem Zeitraum wurden die Motoren mit dem Ziel überarbeitet, sie sparsamer fahren zu können. Sie erhielten dazu eine andere Brennraumform, eine geänderte Vergaserabstimmung und eine andere Achsübersetzung, die im Fahrbetrieb geringere Motordrehzahlen zufolge hatte. Bei konstant 100 km/h wurde dadurch ein Verbrauch von 6,7 l/100 km erreicht (mit dem 40 kW bzw. 55 PS-Motor).

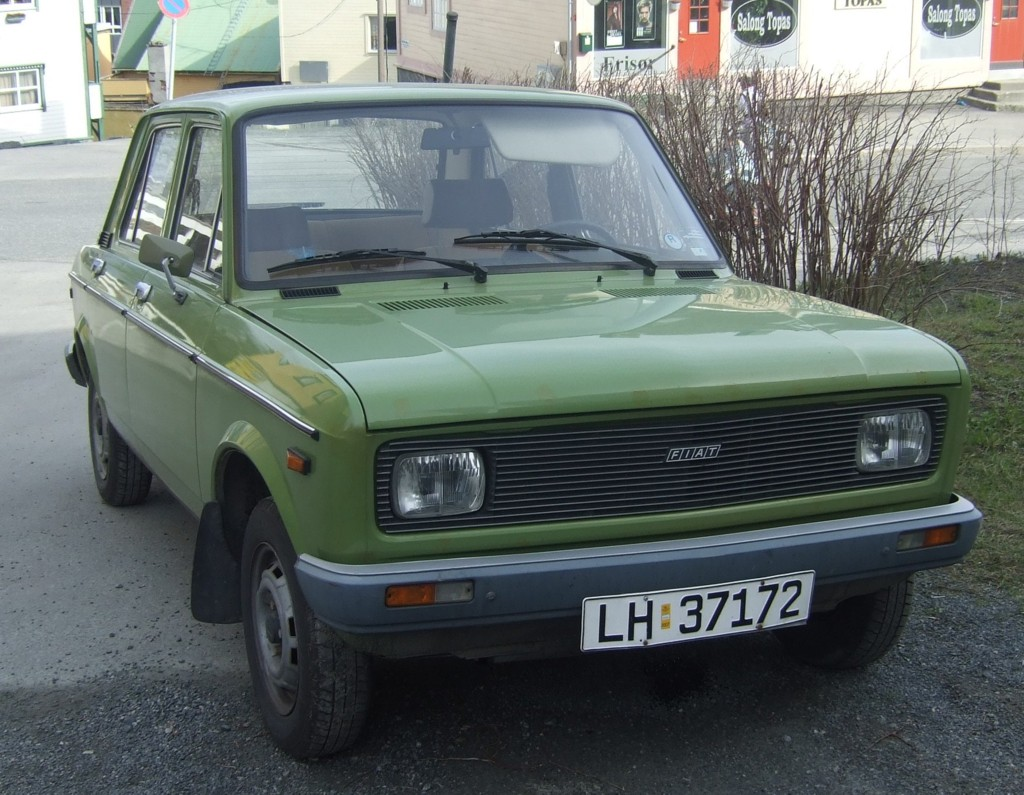
Fiat 128 (1977–1983)
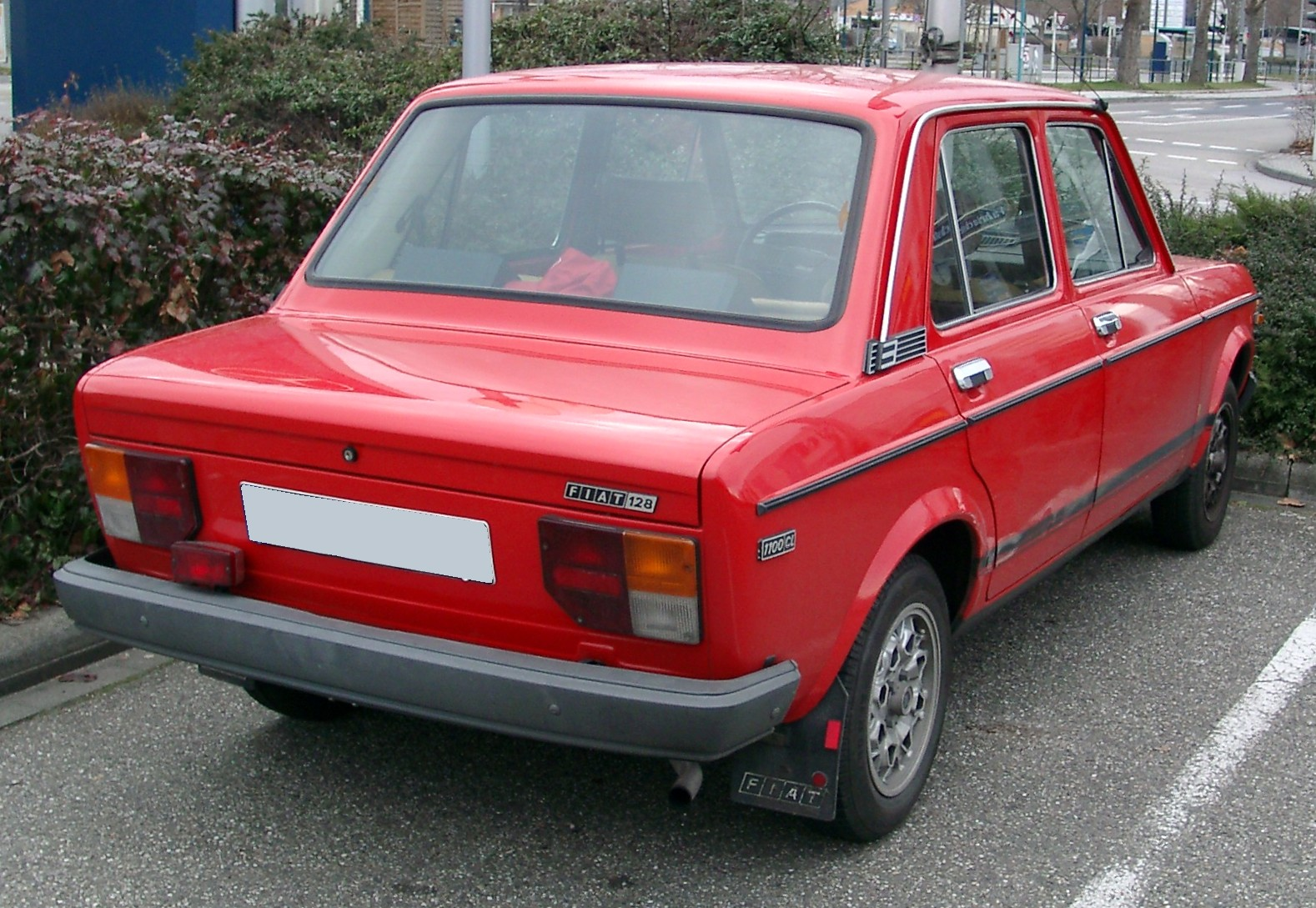
Heckansicht
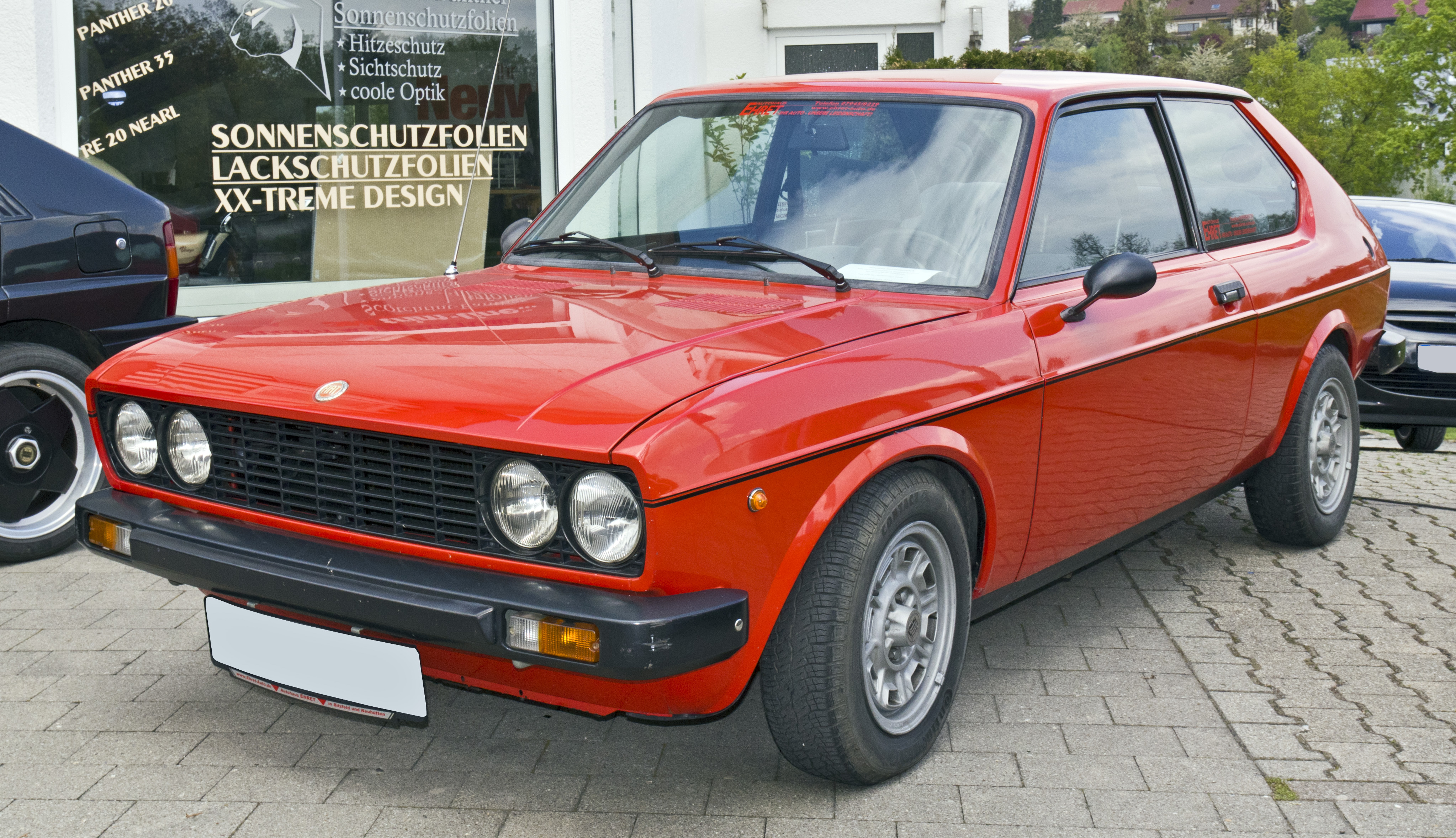
Fiat 128 Berlinetta 3P (1975–1979)
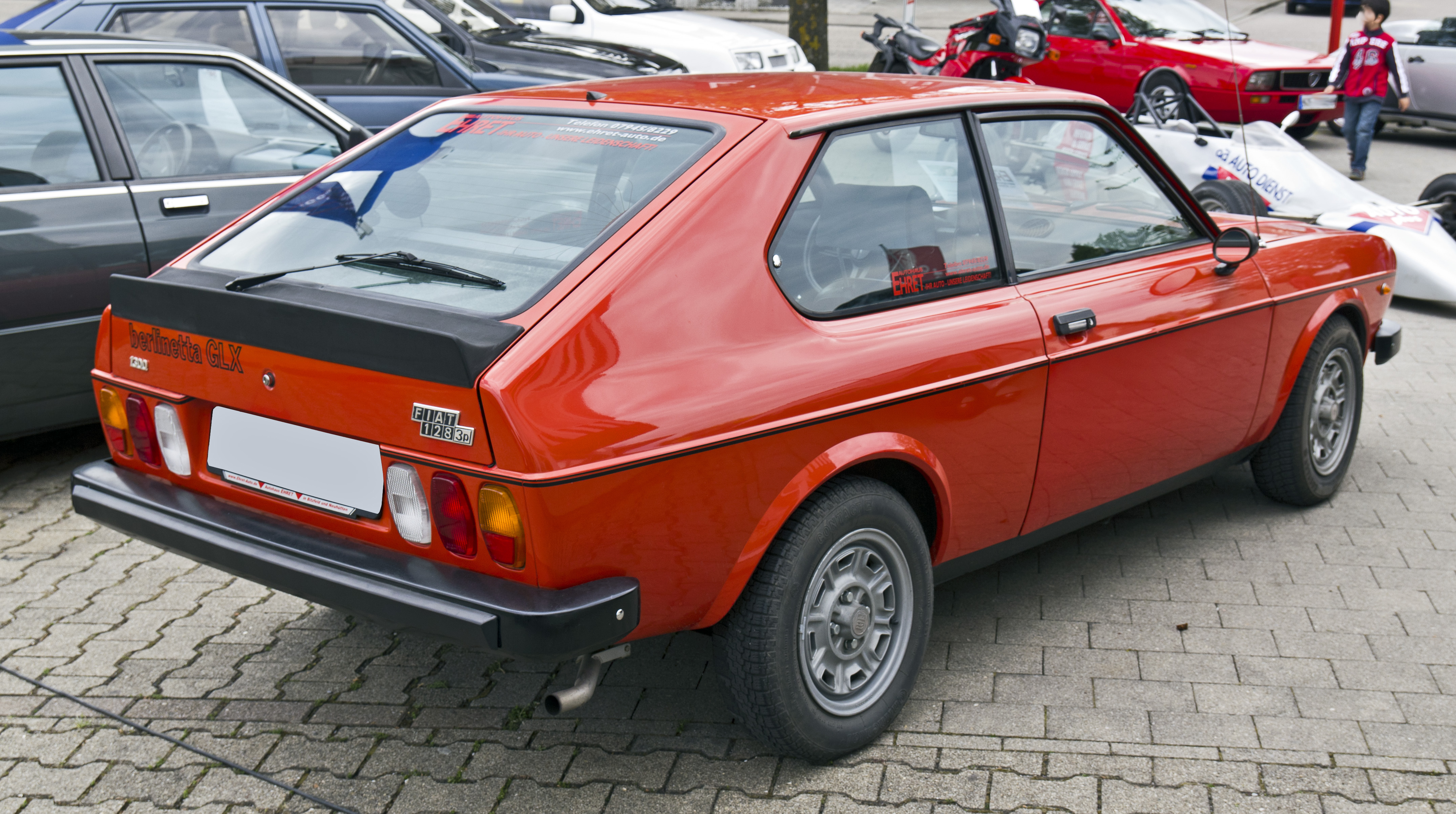
Heckansicht

Im April 1978 wurde das Nachfolgemodell Fiat Ritmo vorgestellt. Auf Grund der anhaltenden Nachfrage wurde der Fiat 128 jedoch noch bis Ende 1983 parallel zum Ritmo weiter produziert.

## Der 128 im Ausland
Zastava in Kragujevac (Jugoslawien, später Serbien) baute eine Variante des Modells noch jahrzehntelang als Schräghecklimousine zuerst unter der Bezeichnung Zastava 101 und später als Zastava Skala. Ab den 1980er-Jahren wurde auch die Stufenheckversion des Fiat 128 bei Zastava gefertigt. 2008 wurde die Produktion eingestellt. In Jugoslawien und Südafrika gab es den 128 auch in einer Pick-up-Version. Auch in der Volksrepublik Polen wurde der Fiat 128 als 1100p von FSO gebaut. In Sambia wurde der 128 bei Livingstone Motor Assemblers montiert.
In Argentinien wurde er zunächst als Fiat Europa und ab 1983 bis 1990 in einer modernisierten Variante als Fiat Súper Europa gebaut. Die Kombiversion hieß Rural; sie gab es mit fünf Türen.

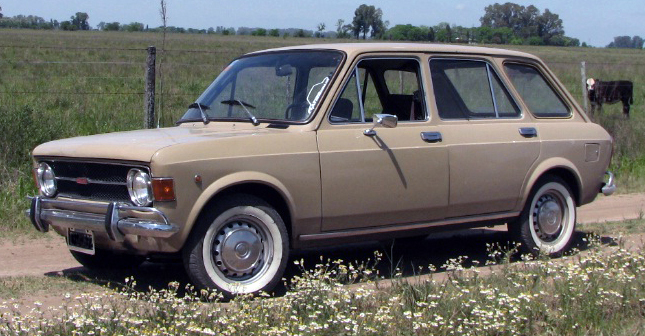
Fiat 128 Rural
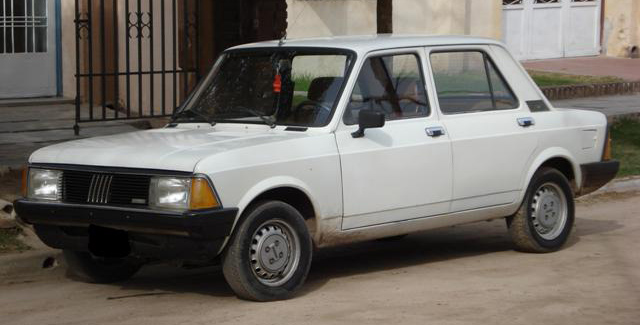
Fiat Super Europa

Eine Stufenheckversion Nasr 128 GLS 1300 gab es bis 2009 auch von der El Nasr Automotive Manufacturing Company in Ägypten.

## Technische Daten
| Technische Daten Fiat 128                  | Technische Daten Fiat 128                                                                | Technische Daten Fiat 128                                                                | Technische Daten Fiat 128                                                                | Technische Daten Fiat 128                                                                | Technische Daten Fiat 128                                                                | Technische Daten Fiat 128                                                                | Technische Daten Fiat 128                                                                |
| Fiat 128:                                  | Limousine 1100                                                                           | Sport Coupé 1100                                                                         | Limousine USA                                                                            | Limousine 1300 USA                                                                       | Rally                                                                                    | Sport Coupé 1300                                                                         | Sport Coupé USA                                                                          |
| ------------------------------------------ | ---------------------------------------------------------------------------------------- | ---------------------------------------------------------------------------------------- | ---------------------------------------------------------------------------------------- | ---------------------------------------------------------------------------------------- | ---------------------------------------------------------------------------------------- | ---------------------------------------------------------------------------------------- | ---------------------------------------------------------------------------------------- |
| Motor                                      | 4-Zylinder-Reihenmotor (Viertakt)                                                        | 4-Zylinder-Reihenmotor (Viertakt)                                                        | 4-Zylinder-Reihenmotor (Viertakt)                                                        | 4-Zylinder-Reihenmotor (Viertakt)                                                        | 4-Zylinder-Reihenmotor (Viertakt)                                                        | 4-Zylinder-Reihenmotor (Viertakt)                                                        | 4-Zylinder-Reihenmotor (Viertakt)                                                        |
| Hubraum                                    | 1116 cm³                                                                                 | 1116 cm³                                                                                 | 1116 cm³                                                                                 | 1290 cm³                                                                                 | 1290 cm³                                                                                 | 1290 cm³                                                                                 | 1290 cm³                                                                                 |
| Bohrung × Hub                              | 80 × 55,5 mm                                                                             | 80 × 55,5 mm                                                                             | 80 × 55,5 mm                                                                             | 86 × 55,5 mm                                                                             | 86 × 55,5 mm                                                                             | 86 × 55,5 mm                                                                             | 86 × 55,5 mm                                                                             |
| Leistung bei 1/min                         | 40 kW (55 PS) bei 6000                                                                   | 47 kW (64 PS) bei 6000                                                                   | 37 kW (50 PS) bei 6000                                                                   | 46 kW (63 PS) bei 6000                                                                   | 49 kW (67 PS) bei 6400                                                                   | 55 kW (75 PS) bei 6600                                                                   | 46 kW (63 PS) bei 6000                                                                   |
| Max. Drehmoment bei 1/min                  | 81 Nm bei 3200                                                                           | 86 Nm bei 4400                                                                           | 68 Nm bei 3600                                                                           | 91 Nm bei 4000                                                                           | 92 Nm bei 4000                                                                           | 86 Nm bei 4400                                                                           | 91 Nm bei 4000                                                                           |
| Verdichtung                                | 8,8:1                                                                                    | 8,8:1                                                                                    | 8,5:1                                                                                    | 8,5:1                                                                                    | 8,9:1                                                                                    | 8,9:1                                                                                    | 8,5:1                                                                                    |
| Gemischaufbereitung                        | 1 Fallstrom-Vergaser Weber oder Holley 32                                                | 1 Doppelvergaser Weber 32                                                                | 1 Vergaser Weber 32                                                                      | 1 Doppelvergaser                                                                         | 1 Doppelvergaser Weber 32                                                                | 1 Doppelvergaser Weber 32                                                                | 1 Doppelvergaser Weber 32                                                                |
| Ventilsteuerung                            | Zahnriemen, Obenliegende Nockenwelle, Tassenstößel                                       | Zahnriemen, Obenliegende Nockenwelle, Tassenstößel                                       | Zahnriemen, Obenliegende Nockenwelle, Tassenstößel                                       | Zahnriemen, Obenliegende Nockenwelle, Tassenstößel                                       | Zahnriemen, Obenliegende Nockenwelle, Tassenstößel                                       | Zahnriemen, Obenliegende Nockenwelle, Tassenstößel                                       | Zahnriemen, Obenliegende Nockenwelle, Tassenstößel                                       |
| Kühlung                                    | Wasserkühlung                                                                            | Wasserkühlung                                                                            | Wasserkühlung                                                                            | Wasserkühlung                                                                            | Wasserkühlung                                                                            | Wasserkühlung                                                                            | Wasserkühlung                                                                            |
| Getriebe                                   | 4-Gang-Getriebe, Mittelschaltung, Frontantrieb                                           | 4-Gang-Getriebe, Mittelschaltung, Frontantrieb                                           | 4-Gang-Getriebe, Mittelschaltung, Frontantrieb                                           | 4-Gang-Getriebe, Mittelschaltung, Frontantrieb                                           | 4-Gang-Getriebe, Mittelschaltung, Frontantrieb                                           | 4-Gang-Getriebe, Mittelschaltung, Frontantrieb                                           | 4-Gang-Getriebe, Mittelschaltung, Frontantrieb                                           |
| Radaufhängung vorn                         | MacPherson-Federbeine, Querlenker unten                                                  | MacPherson-Federbeine, Querlenker unten                                                  | MacPherson-Federbeine, Querlenker unten                                                  | MacPherson-Federbeine, Querlenker unten                                                  | MacPherson-Federbeine, Querlenker unten                                                  | MacPherson-Federbeine, Querlenker unten                                                  | MacPherson-Federbeine, Querlenker unten                                                  |
| Radaufhängung hinten                       | Querlenker, Dämpferbeine, Querblattfeder                                                 | Querlenker, Dämpferbeine, Querblattfeder                                                 | Querlenker, Dämpferbeine, Querblattfeder                                                 | Querlenker, Dämpferbeine, Querblattfeder                                                 | Querlenker, Dämpferbeine, Querblattfeder                                                 | Querlenker, Dämpferbeine, Querblattfeder                                                 | Querlenker, Dämpferbeine, Querblattfeder                                                 |
| Bremsen                                    | Scheibenbremsen vorne (Durchmesser 22,7 cm), Trommelbremsen hinten, Bremskraftverstärker | Scheibenbremsen vorne (Durchmesser 22,7 cm), Trommelbremsen hinten, Bremskraftverstärker | Scheibenbremsen vorne (Durchmesser 22,7 cm), Trommelbremsen hinten, Bremskraftverstärker | Scheibenbremsen vorne (Durchmesser 22,7 cm), Trommelbremsen hinten, Bremskraftverstärker | Scheibenbremsen vorne (Durchmesser 22,7 cm), Trommelbremsen hinten, Bremskraftverstärker | Scheibenbremsen vorne (Durchmesser 22,7 cm), Trommelbremsen hinten, Bremskraftverstärker | Scheibenbremsen vorne (Durchmesser 22,7 cm), Trommelbremsen hinten, Bremskraftverstärker |
| Lenkung                                    | Zahnstangenlenkung                                                                       | Zahnstangenlenkung                                                                       | Zahnstangenlenkung                                                                       | Zahnstangenlenkung                                                                       | Zahnstangenlenkung                                                                       | Zahnstangenlenkung                                                                       | Zahnstangenlenkung                                                                       |
| Karosserie                                 | Stahlblech, selbsttragend                                                                | Stahlblech, selbsttragend                                                                | Stahlblech, selbsttragend                                                                | Stahlblech, selbsttragend                                                                | Stahlblech, selbsttragend                                                                | Stahlblech, selbsttragend                                                                | Stahlblech, selbsttragend                                                                |
| Spurweite vorn/hinten                      | Lim.: 1310/1315 mm Sport Coupé: 1325/1335 mm                                             | Lim.: 1310/1315 mm Sport Coupé: 1325/1335 mm                                             | Lim.: 1310/1315 mm Sport Coupé: 1325/1335 mm                                             | Lim.: 1310/1315 mm Sport Coupé: 1325/1335 mm                                             | Lim.: 1310/1315 mm Sport Coupé: 1325/1335 mm                                             | Lim.: 1310/1315 mm Sport Coupé: 1325/1335 mm                                             | Lim.: 1310/1315 mm Sport Coupé: 1325/1335 mm                                             |
| Radstand                                   | Lim.: 2450 mm Sport Coupé: 2225 mm                                                       | Lim.: 2450 mm Sport Coupé: 2225 mm                                                       | Lim.: 2450 mm Sport Coupé: 2225 mm                                                       | Lim.: 2450 mm Sport Coupé: 2225 mm                                                       | Lim.: 2450 mm Sport Coupé: 2225 mm                                                       | Lim.: 2450 mm Sport Coupé: 2225 mm                                                       | Lim.: 2450 mm Sport Coupé: 2225 mm                                                       |
| Abmessungen                                | Lim.: 3840 (USA 4028) × 1590 × 1420 mm Sport Coupé: 3810 (USA 3973) × 1560 × 1310 mm     | Lim.: 3840 (USA 4028) × 1590 × 1420 mm Sport Coupé: 3810 (USA 3973) × 1560 × 1310 mm     | Lim.: 3840 (USA 4028) × 1590 × 1420 mm Sport Coupé: 3810 (USA 3973) × 1560 × 1310 mm     | Lim.: 3840 (USA 4028) × 1590 × 1420 mm Sport Coupé: 3810 (USA 3973) × 1560 × 1310 mm     | Lim.: 3840 (USA 4028) × 1590 × 1420 mm Sport Coupé: 3810 (USA 3973) × 1560 × 1310 mm     | Lim.: 3840 (USA 4028) × 1590 × 1420 mm Sport Coupé: 3810 (USA 3973) × 1560 × 1310 mm     | Lim.: 3840 (USA 4028) × 1590 × 1420 mm Sport Coupé: 3810 (USA 3973) × 1560 × 1310 mm     |
| Leergewicht                                | 785–825 kg                                                                               | 810–815 kg                                                                               | 797–831 kg                                                                               | 856–899 kg                                                                               | 820 kg                                                                                   | 815–820 kg                                                                               | 897 kg                                                                                   |
| Höchstgeschwindigkeit                      | 135–140 km/h                                                                             | 150+ km/h                                                                                | nicht angegeben                                                                          | nicht angegeben                                                                          | 150 km/h                                                                                 | 160 km/h                                                                                 | nicht angegeben                                                                          |
| 0–100 km/h                                 | 19,1–20,5 s                                                                              | 15,5 s                                                                                   | nicht angegeben                                                                          | nicht angegeben                                                                          | nicht angegeben                                                                          | 13,5 s                                                                                   | nicht angegeben                                                                          |
| Verbrauch (Liter/100 Kilometer, CUNA-Norm) | 8,0 S                                                                                    | 8–12 S                                                                                   | nicht angegeben                                                                          | nicht angegeben                                                                          | 9–12 S                                                                                   | 9–12 S                                                                                   | nicht angegeben                                                                          |
| Preis (DM, 1973) (US-$)                    | 6.620–7.120                                                                              | 7.990–8,490                                                                              | -- 2.195 (1973)                                                                          | -- 3.445 (1979)                                                                          | 7.440                                                                                    | 8.390–8.990                                                                              | -- 2.795 (1973)                                                                          |